# کازوکی ناکاجیما
کازوکی ناکاجیما (ژاپنی: 中嶋 一貴؛ زادهٔ ۱۱ ژانویهٔ ۱۹۸۵ در اوکازاکی) رانندهٔ مسابقات اتومبیل‌رانی فرمول یک اهل ژاپن است که از فصل ۲۰۰۷ تا ۲۰۰۹ در مجموع در ۳۶ گراند پری شرکت کرد.
ناکاجیما در طول دوران فعالیت خود در فرمول یک و ۹ امتیاز را به نام خود به‌ثبت رساند.